# Kongsvinger Knights
Les Kongsvinger Knights sont un club de hockey sur glace de Kongsvinger en Norvège. L'équipe évolue en GET ligaen, l'élite norvégienne.

## Historique
Le club est créé en 1961.

## Palmarès
Aucun titre.